# دستگرد (لواسان)
دستگرد یکی از محله‌های شهر لواسان در استان تهران است. این محله متصل به محله های  نجارکلا و گلهم دورودک شهر لواسان است . نام این محله در کتابهای فرهنگ جغرافیائی کشور ، فرهنگ آبادیهای کشور و کتاب تاریخ قصران ذکر شده است و جمعیت آن در زمان چاپ کتب مزبور ۱۷ تن ذکر شده است. یک قنات باستانی و رودخانه کُند از میان این محله عبور میکندودرضلع شرقی دستگرد تپه حصارک می باشد 

## ریشه نام (وجه تسمیه)
دستگرد به معنای «دست‌ساخت» است و در آغاز به آبادی‌های تازه بنیاد گفته می‌شد و در زمان ساسانیان در معنای زمین‌های شاهی کاربرد یافت. همچنین در فرهنگ فارسی معین، دستگرد به معنای زمین پست وهموار و در لغت نامه دهخدا، به زمین هموار، زمین وملک زراعی  و بنائی مانند کوشک که خانه‌ها به دور آن باشد، معنی شده است. بیشتر نقاطی که در ایران و کشورهای پیرامون آن با نام‌های دستگرد و دستجرد معروفند، همان زمین‌های شاهی ساسانی هستند.